# Тетрапероксотанталат калия
Тетрапероксотанталат калия — неорганическое соединение,
соль калия с формулой K3Ta(O2)4,
белые кристаллы,
растворяется в воде.

## Получение
- Действие охлаждённого раствора перекиси водорода на раствор танталат калия в щелочной среде:

{\displaystyle {\mathsf {KTaO_{3}+4H_{2}O_{2}+2KOH\ {\xrightarrow {0^{o}C}}\ K_{3}Ta(O_{2})_{4}+5H_{2}O}}}

## Физические свойства
Тетрапероксотанталат калия образует кристаллы
тетрагональной сингонии,
пространственная группа I 42m,
параметры ячейки a = 0,67935 нм, c = 0,79290 нм, Z = 2.
Растворяется в воде,
не растворяется в этаноле.